# Total War Saga: Troy
Total War Saga: Troy (с англ. — «Сага о тотальной войне: Троя») — компьютерная игра, сочетающая элементы жанров пошаговой стратегии и RTS. Четырнадцатая часть серии Total War, технически основанная на одиннадцатой игре серии — Total War: Warhammer II, — и вторая игра в серии Total War Saga. Игра разработана студией Creative Assembly, издателем выступила Sega. Релиз игры состоялся 13 августа 2020 года в Epic Games Store, причём первые сутки после релиза игра раздавалась бесплатно. Релиз в Steam состоялся спустя год — 2 сентября 2021 года. На игру действует возрастное ограничение 16+.
Total War Saga: Troy реконструирует одну из величайших легенд в истории человечества, изложенную в «Илиаде» Гомера. Геймплей игры позволит создать собственное героическое наследие в позднем Бронзовом веке, который является самым ранним историческим периодом в серии игр Total War.

## Сюжет
В основу сюжета легла история Париса, троянского царевича, который похитил из Спарты Елену Прекрасную, жену царя Менелая.

## Разработка
02 августа 2019 года была зарегистрирована торговая марка Total War Saga: Troy. Небольшая презентация игры была представлена на Gamescom в августе 2019 года. 18 сентября 2019 года, за день до официального анонса игры, Total War Saga: Troy стала главной темой свежего номера журнала PC Gamer. Официальный анонс игры состоялся 19 сентября 2019 года.
Релиз игры был запланирован на 13 августа 2020 года через Epic Games Store (в течение первых 24 часов после релиза её можно было бесплатно добавить в свою библиотеку), на остальных платформах релиз состоится через один год. Согласно опросу на сайте серии Total War, игра может стать первым и последним случаем подобного эксклюзивного подхода к релизам.

## Историческая достоверность
Эпоха Троянской войны окутана многочисленными загадками, потому разработчики применили уникальный подход в методах исследования того периода, пользуясь как мифологическими источниками, так и теми, которые были созданы уже после данной эпохи — наподобие гомеровской «Илиады». Также были использованы основные исторические источники типа археологических находок. Соединение всех этих источников не только позволило разработчикам более точно представить данную историческую эпоху, но и воспользоваться подходом «правда за мифом», так как события, связанные с Троянской войной, окружены легендами и историями о мифологических созданиях, сверхсильных героях и вмешательстве богов.

## Геймплей

### Боги
Боги и благосклонность — новая геймплейная механика Total War Saga: Troy. Греческие боги в игре являются лишь духовным воплощением, но они влияют на игру подобно гомеровским аналогам. Они не вмешиваются в конфликт напрямую, но в это верят фракции и на этом основываются бонусы, которые они получают. Чем более ревностно лидер посвящает себя тому или иному богу, тем сильнее народ поддерживает эти верования. Бонусы зависят от конкретного бога и предоставляют ряд преимуществ, как для ведения войны, так и для получения роста и ресурсов. Всего в Total War Saga: Troy будет семь олимпийских богов: Зевс, Гера, Афродита, Афина, Посейдон, Аполлон и Арес, которые в определённые промежутки времени будут вступать в конфликт друг с другом, в результате которого игроку необходимо будет принимать решение кого из них поддержать.

### Герои
Всего в Total War Saga: Troy будут присутствовать восемь героев Троянской войны с обеих сторон: Ахиллес, Одиссей, Менелай, Агамемнон и Гектор, Сарпедон, Эней и Парис. Как это было в Total War: Three Kingdoms, герои являются фракциями.

### Мифические создания
Подход «правда за мифом» позволил взять несколько самых знаменитых мифических монстров и поместить их на поле битвы в реалистичном воплощении, представляя, чем они на самом деле могли бы быть. Например, минотавр представлен в Total War Saga: Troy в качестве уникального юнита, а не какого-либо монстра, что добавляет разнообразие в линейку юнитов. Кентавры представлены отрядами всадников, рекрутировать которые можно будет лишь в определённых областях, где, согласно мифам, они проживали.

### Троянский конь
Классический троянский конь отсутствует в геймплее Total War Saga: Troy. Есть версия, что Посейдон, бог больших волн и землетрясений, был также и богом лошадей, поэтому деревянный конь мог представлять его гнев. Эти землетрясения и будут присутствовать в игре, повреждая стены Трои и ослабляя гарнизон.

### Поединки
В Total War Saga: Troy будет свой уникальный подход к битвам героев. При помощи новой боевой способности «Вызов» герои смогут сходиться в бою один на один, в котором не будут вмешиваться соседние отряды. Герои будут сражаться, используя ряд синхронизированных анимаций. Однако механика поединков не будет такой «замкнутой», как это было в романтическом режиме Total War: Three Kingdoms, через некоторое время героев можно будет вывести из боя без штрафа.

### Битвы
В Total War Saga: Troy присутствует сильный упор на противостояние пеших отрядов, что отражает реалии той эпохи, так как лошади редко использовались в войнах того времени, а те, что были, в основном использовались в колесницах. Фактически морские сражения будут отсутствовать, так как разработчики использовали боевую систему из Total War: Warhammer II: когда два флота сталкиваются на море, они высаживаются на ближайший остров и сражаются там.

### Экономика
В Total War Saga: Troy появится совершенно новая система экономики для отображения реалий Бронзового века, которая будет использовать бартерную систему. Основными ресурсами каждой из фракций будут еда, дерево, камень, бронза и золото. Всё это можно найти в различных регионах в разных количествах. Еда и дерево позволяют нанимать ранних юнитов и возводить простые постройки, но более продвинутые постройки будут требовать камня, а юниты высшего уровня нуждаются в бронзе. Золото важно в торговле благодаря своей общей редкости. Однако некоторые ресурсы не бесконечны и могут быть исчерпаны.

### Заключительная часть игры
У любой фракции, за которую будет играть игрок в Total War Saga: Troy, будет фракция-антагонист, конфликт с которой будет иметь место всю игру. Данный конфликт будет поддерживаться через появляющиеся у игрока уведомления о планах фракции-антагониста, где игроку нужно будет принять какое-то одно решение на выбор. Данная механика позволит удержать интерес к кампании уже на более поздних этапах игры.

## Стратегическая карта
Стратегическая карта Total War Saga: Troy примерно равна стратегической карте Total War: Rome II и охватывает материковую Грецию, остров Крит и большую часть современной Турции, где расположен город Троя. Карту пополам делит Эгейское море.

### Чудеса света
На стратегической карте присутствуют такие чудеса света, как гора Олимп.

## Графический стиль
Графическое оформление в Total War Saga: Troy воплощает легендарную эпоху того времени, что можно увидеть в элементах карты кампании и интерфейсе, в которых смешивается греческое изображение «Илиады» и подлинные элементы Бронзового века. Так, облака карты кампании и горы выполнены в стиле древнегреческой чёрнофигурной вазописи, а туман войны содержит цитаты из «Илиады» и сжигается, как бумага, когда исчезает.

## Дополнения
- «Амазонки» (добавляет в игру две новые фракции: Амазонки Пентесилеи и Амазонки Ипполиты). Дата выпуска: 24 сентября 2020 года.[15][16]
- «Артемида» (добавляет в игру богиню Артемиду и эпического агента Ориона). Дата выпуска: 29 октября 2020 года.[17]
- «Кровь и слава» (добавляет в игру такие эффекты, как брызжущая кровь, обезглавливание, отрубание конечностей, потрошение и т. д.). Дата выпуска: 29 октября 2020 года.
- «Аякс и Диомед» Дата выпуска: декабрь 2020 года.
- «Гефест» Дата выпуска: декабрь 2020 года.

## Музыкальное сопровождение
Автором музыкального сопровождения в Total War Saga: Troy является Ричард Беддоу, который работает со студией Creative Assembly с 2008 года. Ричард Беддоу писал музыку для всех игр серии Total War, изданных в период с 2008 года по 2020 год.

## Издания игры
Total War Saga: Troy представлена в трёх изданиях:

### Цифровое издание
Включает только цифровую копию игры.

### Стандартное
Диск с игрой.

### Ограниченное издание
Включает в себя диск с игрой в коробочном варианте, который содержит также дополнение «Амазонки», наклейку с кодом активации игры и дополнения в магазине Epic Games Store, десять художественных открыток легендарных героев Трои и двусторонний плакат с картой кампании игры.

## Оценки
| Сводный рейтинг       | Сводный рейтинг |
| Агрегатор             | Оценка          |
| --------------------- | --------------- |
| Metacritic            | 74/100          |
| Русскоязычные издания |                 |
| Издание               | Оценка          |
| Gameplay              | [ 21 ]          |
| GoHa.Ru               | 7/10            |
| Riot Pixels           | 63 %            |
| StopGame.ru           | Похвально       |
| «Игры Mail.ru»        | 8/10            |

Средняя оценка, выставленная на сайте Metacritic и основанная на 47 англоязычных рецензиях различных игровых изданий, равна 75 баллам из 100